# Prominea porrecta
Prominea porrecta is een vlinder uit de familie spinneruilen (Erebidae). De wetenschappelijke naam is voor het eerst geldig gepubliceerd in 1880 door Saalmüller.
De soort komt voor in tropisch Afrika.